# Metropolia Maduraj
Metropolia Maduraj – jedna z 24 metropolii kościoła rzymskokatolickiego w Indiach. Została erygowana 19 września 1953.

## Diecezje
- Archidiecezja Maduraj
  - Diecezja Dindigul
  - Diecezja Kottar
  - Diecezja Kuzhithurai
  - Diecezja Palayamkottai
  - Diecezja Sivagangai
  - Diecezja Trichy
  - Diecezja Tuticorin

## Metropolici
- John Peter Leonard (1953-1967)
- Justin Diraviam (1967-1984)
- Casimir Gnanadickam (1984-1987)
- Marianus Arokiasamy (1987-2003)
- Peter Fernando (2003-2014)
- Antony Pappusamy (2014-2024)
- Antonysamy Savarimuthu (od 2025)